# Пряничное тесто
Пряничное тесто — вид теста, отличительными особенностями которого является содержание пряностей и большого количества мёда, сахара или патоки. Используется для изготовления пряников и коврижек. По технологии изготовления пряничного теста также выпекаются коржики и так называемые «батоны» детские и московские.

## История
Первые изделия из пряничного теста появились в Древнем Египте. В одной из египетских гробниц были обнаружены выпечные изделия из мёда. Также во время археологических раскопок в Италии были найдены глиняные формы для изготовления изделий из мёда — медовников.
Постепенно изделия из пряничного теста распространились по Европе. Они стали популярны в германских племенах, затем — у западных и восточных славян. С XVIII века пряничные изделия появились в Польше, Чехии и Словакии.
С открытием пряностей их стали добавлять и в пряничное тесто, а сами изделия стали называть «пряниками».

## Тесто
Основу пряничного теста составляют мука и мёд. Часто в тесто добавляются яйца, сливочное масло, сахар и пряности, иногда — изюм, цукаты или орехи. Вместо мёда иногда используют сахар, но чаще его заменяют на сахарные сиропы.
Пряничное тесто изготавливают двумя способами: сырцовым и заварным.
При приготовлении теста сырцовым (или обычным) способом сначала нагревают сахарный сироп и растапливают сливочное масло, затем к ним добавляют мёд и другие ингредиенты. Сырцовый способ используется в производстве большинства пряничных изделий (например, тульского пряника).
Заварной способ является более древним. С его помощью можно изготовить так называемые заварные пряники. В горячий сироп засыпается мука, а затем полученное тесто около 3—4 часов хранится в холодном помещении. Перед выпечкой в тесто добавляются остальные компоненты и сдоба. На сегодняшний день этот способ приготовления пряничного теста не используется в промышленных условиях.